# Beire-le-Châtel
Beire-le-Châtel és un municipi francès, situat al departament de la Costa d'Or i a la regió de Borgonya - Franc Comtat. L'any 2007 tenia 787 habitants.

## Demografia

### Població
El 2007 la població de fet de Beire-le-Châtel era de 787 persones. Hi havia 276 famílies, de les quals 57 eren unipersonals (16 homes vivint sols i 41 dones vivint soles), 85 parelles sense fills, 122 parelles amb fills i 12 famílies monoparentals amb fills.
La població ha evolucionat segons el següent gràfic:
Habitants censats

### Habitatges
El 2007 hi havia 318 habitatges, 290 eren l'habitatge principal de la família, 17 eren segones residències i 10 estaven desocupats. 304 eren cases i 14 eren apartaments. Dels 290 habitatges principals, 238 estaven ocupats pels seus propietaris, 48 estaven llogats i ocupats pels llogaters i 5 estaven cedits a títol gratuït; 4 tenien una cambra, 8 en tenien dues, 29 en tenien tres, 64 en tenien quatre i 185 en tenien cinc o més. 234 habitatges disposaven pel capbaix d'una plaça de pàrquing. A 108 habitatges hi havia un automòbil i a 167 n'hi havia dos o més.

### Piràmide de població
La piràmide de població per edats i sexe el 2009 era:
| Homes | Edats   | Dones |
| ----- | ------- | ----- |
| 0     | 95 o +  | 0     |
| 0     | 90 a 94 | 4     |
| 0     | 85 a 89 | 0     |
| 4     | 80 a 84 | 0     |
| 12    | 75 a 79 | 12    |
| 16    | 70 a 74 | 12    |
| 20    | 65 a 69 | 12    |
| 16    | 60 a 64 | 12    |
| 12    | 55 a 59 | 20    |
| 32    | 50 a 54 | 24    |
| 24    | 45 a 49 | 28    |
| 16    | 40 a 44 | 12    |
| 16    | 35 a 39 | 20    |
| 28    | 30 a 34 | 16    |
| 24    | 25 a 29 | 36    |
| 16    | 20 a 24 | 20    |
| 16    | 15 a 19 | 4     |
| 16    | 10 a 14 | 16    |
| 16    | 5 a 9   | 48    |
| 28    | 0 a 4   | 32    |

## Economia
El 2007 la població en edat de treballar era de 499 persones, 386 eren actives i 113 eren inactives. De les 386 persones actives 379 estaven ocupades (201 homes i 178 dones) i 7 estaven aturades (5 homes i 2 dones). De les 113 persones inactives 28 estaven jubilades, 44 estaven estudiant i 41 estaven classificades com a «altres inactius».

### Ingressos
El 2009 a Beire-le-Châtel hi havia 292 unitats fiscals que integraven 764 persones, la mediana anual d'ingressos fiscals per persona era de 22.111 €.

### Activitats econòmiques
Dels 29 establiments que hi havia el 2007, 1 era d'una empresa extractiva, 1 d'una empresa alimentària, 2 d'empreses de fabricació d'altres productes industrials, 5 d'empreses de construcció, 2 d'empreses de comerç i reparació d'automòbils, 3 d'empreses de transport, 1 d'una empresa d'hostatgeria i restauració, 2 d'empreses financeres, 4 d'empreses immobiliàries, 5 d'empreses de serveis, 2 d'entitats de l'administració pública i 1 d'una empresa classificada com a «altres activitats de serveis».
Dels 8 establiments de servei als particulars que hi havia el 2009, 1 era una oficina de correu, 2 guixaires pintors, 1 fusteria, 1 electricista, 1 perruqueria, 1 restaurant i 1 agència immobiliària.
L'únic establiment comercial que hi havia el 2009 era una fleca.
L'any 2000 a Beire-le-Châtel hi havia 13 explotacions agrícoles.

## Equipaments sanitaris i escolars
El 2009 hi havia 1 escola maternal i 1 escola elemental.

## Poblacions més properes
El següent diagrama mostra les poblacions més properes.